# Liste des députés de la Ire législature de la Troisième République française
Cet article liste l'ensemble des 560 députés ayant siégé durant la Ire législature (1876-1877). La premier tableau représente les députés élus durant les élections législatives françaises de 1876 tandis que le deuxième indique les députés élus durant les élections partielles de la législature. Puis, les deux tableaux indiquent d'abord les groupes parlementaires en date du 9 mars 1876 puis des groupes croisées avec les différentes tendances à l'intérieur de ceux-ci et parmi les non-inscrits. Enfin, les deux derniers tableaux indiquent la même chose au moment de la dissolution de la Chambre le 25 juin 1877.

## Élus en février et mars 1876
| Nom                                         | Groupe / Tendance                       | Circonscription                                           |
| ------------------------------------------- | --------------------------------------- | --------------------------------------------------------- |
| Edmond Tiersot                              | Union républicaine                      | Ain (Bourg, 1re)                                          |
| Jacques Tondu                               | Gauche républicaine                     | Ain (Bourg, 2e)                                           |
| Joseph Chaley                               | Gauche républicaine                     | Ain (Belley)                                              |
| François Gros-Gurin                         | Gauche républicaine                     | Ain (Gex)                                                 |
| Jean Mercier                                | Gauche républicaine                     | Ain (Nantua)                                              |
| Henri Germain                               | Centre gauche                           | Ain (Trévoux)                                             |
| Aimé Leroux                                 | Centre gauche                           | Aisne (Laon, 1re)                                         |
| Charles Félix Fouquet                       | Centre gauche                           | Aisne (Laon, 2e)                                          |
| Victor Deviolaine                           | NI / Constitutionnel                    | Aisne (Soissons)                                          |
| Edmond de Tillancourt                       | Centre gauche                           | Aisne (Château-Thierry)                                   |
| Jean Louis Henri Villain                    | Gauche républicaine                     | Aisne (Saint-Quentin, 1re)                                |
| François Malézieux                          | Gauche républicaine                     | Aisne (Saint-Quentin, 2e)                                 |
| Joseph Nelson Soye                          | Gauche républicaine                     | Aisne (Vervins, 1re)                                      |
| Edmond Turquet                              | Gauche républicaine                     | Aisne (Vervins, 2e)                                       |
| François Gastu                              | Gauche républicaine                     | Algérie (Alger)                                           |
| Alexis Lambert                              | Gauche républicaine                     | Algérie (Constantine)                                     |
| Rémy Jacques                                | Union républicaine                      | Algérie (Oran)                                            |
| Louis Laussedat                             | Gauche républicaine                     | Allier (Moulins, 1re)                                     |
| Sosthène Patissier                          | Centre gauche                           | Allier (Moulins, 2e)                                      |
| Alfred Adrian                               | Union républicaine                      | Allier (Gannat)                                           |
| Joseph Chantemille                          | NI / Républicain                        | Allier (Montluçon, 1re)                                   |
| Jean-Baptiste Defoulenay                    | Centre gauche                           | Allier (Montluçon, 2e)                                    |
| Victor André Cornil                         | Union républicaine                      | Allier (Lapalisse)                                        |
| Pierre Allemand                             | Union républicaine                      | Basses-Alpes (Digne)                                      |
| Hippolyte Gassier                           | Union républicaine                      | Basses-Alpes (Barcelonnette)                              |
| Arthur Eugène Picard                        | Centre gauche                           | Basses-Alpes (Castellane)                                 |
| Jean-Baptiste Bouteille                     | Gauche républicaine                     | Basses-Alpes (Forcalquier)                                |
| André Thourel                               | Gauche républicaine                     | Basses-Alpes (Sisteron)                                   |
| Cyprien Chaix                               | Union républicaine                      | Hautes-Alpes (Gap)                                        |
| Honoré Chancel                              | Centre gauche                           | Hautes-Alpes (Briançon)                                   |
| Ernest Cézanne                              | Centre gauche                           | Hautes-Alpes (Embrun)                                     |
| Alfred Borriglione                          | Centre gauche                           | Alpes-Maritimes (Nice, 1re)                               |
| Eugène Roissard de Bellet                   | NI / Constitutionnel                    | Alpes-Maritimes (Nice, 2e)                                |
| Léon Chiris                                 | Centre gauche                           | Alpes-Maritimes (Grasse)                                  |
| Henry Lefèvre                               | Union républicaine                      | Alpes-Maritimes (Puget-Théniers)                          |
| Arthur Chalamet                             | Gauche républicaine                     | Ardèche (Privas, 1re)                                     |
| Auguste Gleizal                             | Gauche républicaine                     | Ardèche (Privas, 2e)                                      |
| Ernest Blachère                             | Appel au Peuple                         | Ardèche (Largentière, 1re)                                |
| Léonce Destremx                             | Gauche républicaine                     | Ardèche (Largentière, 2e)                                 |
| Charles Seignobos                           | Gauche républicaine                     | Ardèche (Tournon, 1re)                                    |
| Pierre Marcellin Rouveure                   | Centre gauche                           | Ardèche (Tournon, 2e)                                     |
| Gustave Gailly                              | Centre gauche                           | Ardennes (Mézières)                                       |
| Étienne Drumel                              | Centre gauche                           | Ardennes (Réthel)                                         |
| Théophile Armand Neveux                     | Union républicaine                      | Ardennes (Rocroy)                                         |
| Auguste Philippoteaux                       | Centre gauche                           | Ardennes (Sedan)                                          |
| Eugène de Ladoucette                        | Appel au peuple / constitutionnel       | Ardennes (Vouziers)                                       |
| Paul Léon Aclocque                          | NI / Constitutionnel                    | Ariège (Foix)                                             |
| Théodore Vignes                             | NI / Extrême-gauche                     | Ariège (Pamiers)                                          |
| Gaston de Verbigier de Saint-Paul           | Appel au peuple                         | Ariège (Saint-Girons)                                     |
| Henri Fréminet                              | Gauche républicaine                     | Aube (Troyes)                                             |
| Antoine Tézenas                             | Gauche républicaine                     | Aube (Arcis-sur-Aube)                                     |
| Léon Piot                                   | NI / Bonapartiste                       | Aube (Bar-sur-Aube)                                       |
| Louis Rouvre                                | Centre gauche                           | Aube (Bar-sur-Seine)                                      |
| Jean Casimir-Perier                         | Gauche républicaine                     | Aube (Nogent-sur-Seine)                                   |
| Théophile Marcou                            | Union républicaine puis Extrême gauche  | Aude (Carcassonne)                                        |
| Eugène Mir                                  | Gauche républicaine                     | Aude (Castelnaudary)                                      |
| François Rougé                              | Gauche républicaine                     | Aude (Limour)                                             |
| Léon Bonnel                                 | Gauche républicaine                     | Aude (Narbonne)                                           |
| Louis Azémar                                | Appel au peuple                         | Aveyron (Rodez, 1re)                                      |
| François Camille Roques                     | Appel au peuple                         | Aveyron (Rodez, 2e)                                       |
| Alfred Cibiel                               | NI / Constitutionnel                    | Aveyron (Villefranche, 1re)                               |
| Étienne Médal                               | Centre gauche                           | Aveyron (Villefranche, 2e)                                |
| Hippolyte Barascud                          | NI / Constitutionnel                    | Aveyron (Saint-Affrique)                                  |
| Henry de Valady                             | NI / Constitutionnel                    | Aveyron (Espalion)                                        |
| Antoine Mas                                 | Gauche républicaine                     | Aveyron (Millau)                                          |
| Émile Keller                                | Légitimiste                             | Territoire de Belfort                                     |
| -                                           |                                         | Bouches-du-Rhône (Marseille, 1re)                         |
| François-Vincent Raspail                    | Gauche républicaine puis Extrême gauche | Bouches-du-Rhône (Marseille, 2e)                          |
| Maurice Rouvier                             | Union républicaine                      | Bouches-du-Rhône (Marseille, 3e)                          |
| Émile Bouchet                               | Union républicaine                      | Bouches-du-Rhône (Marseille, 4e)                          |
| Édouard Lockroy                             | Union républicaine puis Extrême gauche  | Bouches-du-Rhône (Aix, 1re)                               |
| Alexandre Labadié                           | Gauche républicaine                     | Bouches-du-Rhône (Aix, 2e)                                |
| Augustin Tardieu                            | Union républicaine                      | Bouches-du-Rhône (Arles)                                  |
| Charles Houyvet                             | Centre gauche                           | Calvados (Caen, 1re)                                      |
| Albert Delacour                             | NI / Centre / constitutionnel           | Calvados (Caen, 2e)                                       |
| Lucien Pillet Desjardins                    | Centre gauche                           | Calvados (Bayeux)                                         |
| François d'Harcourt                         | NI / Constitutionnel                    | Calvados (Falaise)                                        |
| Pierre-Louis de Colbert-Laplace             | Appel au peuple                         | Calvados (Lisieux)                                        |
| Anatole Flandin                             | Appel au peuple                         | Calvados (Pont-l'Évêque)                                  |
| Arsène Picard                               | Centre gauche                           | Calvados (Vire)                                           |
| Raymond Bastid                              | Centre gauche                           | Cantal (Aurillac)                                         |
| Jean-Jacques Durrieu                        | Union républicaine                      | Cantal (Mauriac)                                          |
| Antoine de Castellane                       | Orléaniste                              | Cantal (Murat)                                            |
| Jean Oudoul                                 | Gauche républicaine                     | Cantal (Saint-Flour)                                      |
| Jean-Edmond Laroche-Joubert                 | Appel au peuple                         | Charente (Angoulème, 1re)                                 |
| Louis Alban Ganivet                         | Appel au peuple                         | Charente (Angoulème, 2e)                                  |
| Pierre Mathieu-Bodet                        | NI (Constitutionnel)                    | Charente (Barbezieux)                                     |
| Gustave Cuneo d'Ornano                      | Appel au peuple                         | Charente (Cognac)                                         |
| André Duclaud                               | Gauche républicaine                     | Charente (Confolens)                                      |
| Louis Gautier                               | Appel au peuple                         | Charente (Ruffec)                                         |
| Charles Fournier                            | Appel au peuple                         | Charente-Inférieure (La Rochelle)                         |
| René-Pierre Eschassériaux                   | Appel au peuple                         | Charente-Inférieure (Jonzac)                              |
| Jules Dufaure                               | NI / Centre gauche                      | Charente-Inférieure (Marennes)                            |
| Paul Louis Gabriel Bethmont                 | Gauche républicaine                     | Charente-Inférieure (Rocheford)                           |
| Eugène Eschassériaux                        | Appel au peuple                         | Charente-Inférieure (Saintes, 1re)                        |
| Eugène Jolibois                             | Appel au peuple                         | Charente-Inférieure (Saintes, 2e)                         |
| Pierre Roy de Loulay                        | Appel au peuple                         | Charente-Inférieure (St-Jean-d'Angely)                    |
| Philippe Devoucoux                          | Gauche républicaine                     | Cher (Bourges, 1re)                                       |
| Auguste Boulard                             | NI / Républicain                        | Cher (Bourges, 2e)                                        |
| Jean Girault                                | NI / Extrême-gauche                     | Cher (Saint-Armand, 1re)                                  |
| -                                           |                                         | Cher (Saint-Armand, 2e)                                   |
| Ernest Duvergier de Hauranne                | Centre gauche                           | Cher (Sancerre)                                           |
| Adolphe de Chanal                           | Gauche républicaine                     | Corrèze (Tulle, 1re)                                      |
| Léon Vacher                                 | Union républicaine                      | Corrèze (Tulle, 2e)                                       |
| Auguste Le Cherbonnier                      | Union républicaine                      | Corrèze (Brives, 1re)                                     |
| Louis Chassaignac de Latrade                | Gauche républicaine                     | Corrèze (Brives, 2e)                                      |
| Louis Laumond                               | Gauche républicaine                     | Corrèze (Ussel)                                           |
| François Auguste Dubois                     | Gauche républicaine                     | Côte-d'Or (Dijon, 1re)                                    |
| Henri Lévêque                               | Gauche républicaine                     | Côte-d'Or (Dijon, 2e)                                     |
| Pierre Joigneaux                            | Union républicaine                      | Côte-d'Or (Beaune, 1re)                                   |
| Sadi Carnot                                 | Gauche républicaine                     | Côte-d'Or (Beaune, 2e)                                    |
| Henri Bordet                                | Appel au peuple                         | Côte-d'Or (Châtillon-sur-Seine)                           |
| Anatole Hugot                               | Gauche républicaine                     | Côte-d'Or (Semur)                                         |
| Louis Armez                                 | Centre gauche                           | Côtes-du-Nord (Saint-Brieux, 1re)                         |
| Louis-Adolphe de Gouzillon de Bélizal       | Légitimiste                             | Côtes-du-Nord (Saint-Brieux, 2e)                          |
| Jean-Joseph Even                            | Centre gauche                           | Côtes-du-Nord (Dinan, 1re)                                |
| Charles Rioust de Largentaye                | Légitimiste                             | Côtes-du-Nord (Dinan, 2e)                                 |
| Charles-Marie de Faucigny-Lucinge           | Légitimiste                             | Côtes-du-Nord (Guingamp, 1re)                             |
| Charles-Marie-Michel de Goyon               | Appel au peuple                         | Côtes-du-Nord (Guingamp, 2e)                              |
| Charles Huon de Penanster                   | Légitimiste                             | Côtes-du-Nord (Lannion, 1re)                              |
| Louis Le Provost de Launay                  | Appel au peuple                         | Côtes-du-Nord (Lannion, 2e)                               |
| Jean-Baptiste Veillet-Dufrêche              | NI / Constitutionnel                    | Côtes-du-Nord (Loudéac)                                   |
| -                                           |                                         | Corse (Ajaccio)                                           |
| -                                           |                                         | Corse (Bastia)                                            |
| Ernest Arrighi de Casanova                  | Appel au peuple                         | Corse (Calvi)                                             |
| Denis Gavini                                | Appel au peuple                         | Corse (Corte)                                             |
| Hector Alexandre Bartoli                    | Union républicaine                      | Corse (Sartène)                                           |
| Armand Fourot                               | Gauche républicaine                     | Creuse (Aubusson, 1re)                                    |
| Louis Bandy de Nalèche                      | Centre gauche                           | Creuse (Aubusson, 2e)                                     |
| Martin Nadaud                               | NI / Extrême-gauche                     | Creuse (Bourganeuf)                                       |
| Eugène Parry                                | Gauche républicaine                     | Creuse (Boussac)                                          |
| Jean Moreau                                 | Union républicaine puis Extrême gauche  | Creuse (Guéret)                                           |
| Marc Montagut                               | Gauche républicaine                     | Dordogne (Périgueux, 1re)                                 |
| Jean Raynaud                                | NI / Bonapartiste                       | Dordogne (Périgueux, 2e)                                  |
| Jean Garrigat                               | Gauche républicaine                     | Dordogne (Bergerac, 1re)                                  |
| Stéphen-Albert Thirion-Montauban            | Appel au peuple                         | Dordogne (Bergerac, 2e)                                   |
| François Albert Sarlande                    | Appel au peuple                         | Dordogne (Nontron)                                        |
| Oscar Bardi de Fourtou                      | NI / Constitutionnel                    | Dordogne (Ribérac)                                        |
| Jean Baptiste Alexandre de Bosredon         | Appel au peuple                         | Dordogne (Sarlat, 1re)                                    |
| François Taillefer                          | Appel au peuple                         | Dordogne (Sarlat, 2e)                                     |
| Albert Grévy                                | Gauche républicaine                     | Doubs (Besançon, 1re)                                     |
| Félix Gaudy                                 | Union républicaine                      | Doubs (Besançon, 2e)                                      |
| Alexandre Estignard                         | Orléaniste                              | Doubs (Baume)                                             |
| Jules Viette                                | Union républicaine                      | Doubs (Montbéliard)                                       |
| Gustave Colin                               | Centre gauche                           | Doubs (Pontarlier)                                        |
| Noël Madier de Montjau                      | Union républicaine puis Extrême gauche  | Drôme (Valence, 1re)                                      |
| Eugène Servan                               | Gauche républicaine                     | Drôme (Valence, 2e)                                       |
| Antoine Chevandier                          | Union républicaine                      | Drôme (Dié)                                               |
| Émile Loubet                                | Centre gauche                           | Drôme (Montélimart)                                       |
| Arthur Harouard de Suarez d'Aulan           | Appel au peuple                         | Drôme (Nyons)                                             |
| Jean-Louis Lepouzé                          | Centre gauche                           | Eure (Evreux, 1re)                                        |
| Alexandre Papon                             | Union républicaine                      | Eure (Evreux, 2e)                                         |
| Eugène Janvier de La Motte                  | Appel au peuple                         | Eure (Bernay)                                             |
| Louis Passy                                 | NI / Centre-droit / Constitutionnel     | Eure (Les Andelys)                                        |
| Edgar Raoul-Duval                           | Appel au peuple                         | Eure (Louviers)                                           |
| Charles d'Osmoy                             | Centre gauche                           | Eure (Pont-Audemer)                                       |
| Noël Parfait                                | Gauche républicaine                     | Eure-et-Loir (Chartres, 1re)                              |
| Paul Maunoury                               | Union républicaine                      | Eure-et-Loir (Chartres, 2e)                               |
| Pierre Dreux                                | Centre gauche                           | Eure-et-Loir (Châteaudun)                                 |
| Ferdinand Gatineau                          | Union républicaine                      | Eure-et-Loir (Dreux)                                      |
| Charles-Adolphe Truelle                     | Gauche républicaine                     | Eure-et-Loir (Nogent-le-Rotrou)                           |
| Louis Hémon                                 | Gauche républicaine                     | Finistère (Quimper, 1re)                                  |
| Georges Arnoult                             | Centre gauche                           | Finistère (Quimper, 2e)                                   |
| Joseph de Gasté                             | Centre gauche                           | Finistère (Brest, 1re)                                    |
| François-Émile Villiers                     | Légitimiste                             | Finistère (Brest, 2e)                                     |
| Louis Monjaret de Kerjégu                   | Légitimiste                             | Finistère (Brest, 3e)                                     |
| Théophile de Pompéry                        | Gauche républicaine                     | Finistère (Châteaulin, 1re)                               |
| Joseph Nédellec                             | Centre gauche                           | Finistère (Châteaulin, 2e)                                |
| Gustave Swiney                              | Gauche républicaine                     | Finistère (Morlaix, 1re)                                  |
| Émile de Kermenguy                          | Légitimiste                             | Finistère (Morlaix, 2e)                                   |
| Léonard Corentin-Guyho                      | Centre gauche                           | Finistère (Quimperlé)                                     |
| Ferdinand Boyer                             | Légitimiste                             | Gard (Nîmes, 1re)                                         |
| Victor Bousquet                             | Union républicaine                      | Gard (Nîmes, 2e)                                          |
| Eugène Ducamp                               | Gauche républicaine                     | Gard (Alais, 1re)                                         |
| Camille Mathéi de Valfons                   | NI / Centre-droit                       | Gard (Alais, 2e)                                          |
| Augustin-Gédéon Mallet                      | Gauche républicaine                     | Gard (Uzès)                                               |
| Marcellin Pellet                            | Union républicaine                      | Gard (Vigan)                                              |
| Ernest Constans                             | Gauche républicaine                     | Haute-Garonne (Toulouse, 1re)                             |
| Armand Duportal                             | NI / Extrême-gauche                     | Haute-Garonne (Toulouse, 2e)                              |
| Jacques Auguste d'Ayguesvives               | Appel au peuple                         | Haute-Garonne (Toulouse, 3e)                              |
| Paul de Rémusat                             | Centre gauche                           | Haute-Garonne (Muret)                                     |
| Paul Lenglé                                 | Appel au peuple                         | Haute-Garonne (Saint-Gaudiens, 1re)                       |
| Charles Tron                                | NI puis Appel au peuple (octobre 1876)  | Haute-Garonne (Saint-Gaudiens, 2e)                        |
| Edmond Caze                                 | Union républicaine                      | Haute-Garonne (Villefranche)                              |
| Jules-Victor Peyrusse                       | Appel au peuple                         | Gers (Auch)                                               |
| Paul de Cassagnac                           | Appel au peuple                         | Gers (Condom)                                             |
| Albert Descamps                             | Gauche républicaine                     | Gers (Lecloure)                                           |
| Justin Fauré                                | Appel au peuple                         | Gers (Lombez)                                             |
| Bernard-Adolphe Granier de Cassagnac        | Appel au peuple                         | Gers (Mirande)                                            |
| -                                           |                                         | Gironde (Bordeaux, 1re)                                   |
| Pierre Sansas                               | Gauche républicaine                     | Gironde (Bordeaux, 2e)                                    |
| Bernard Dupouy                              | Union républicaine                      | Gironde (Bordeaux, 3e)                                    |
| Henri de Lur-Saluces                        | Gauche républicaine                     | Gironde (Bordeaux, 4e)                                    |
| Jérôme David                                | Appel au peuple                         | Gironde (Bazas)                                           |
| Ernest Dréolle                              | Appel au peuple                         | Gironde (Blaye)                                           |
| Pierre Clauzet                              | Appel au peuple                         | Gironde (Lesparre)                                        |
| Bernard Roudier                             | Union républicaine                      | Gironde (Libourne, 1re)                                   |
| Jean-Baptiste Lalanne                       | Gauche républicaine                     | Gironde (Libourne, 2e)                                    |
| Robert Mitchell                             | Appel au peuple                         | Gironde (La Réole)                                        |
| Albert Castelnau                            | Union républicaine                      | Hérault (Montpellier, 1re)                                |
| Eugène Lisbonne                             | Union républicaine                      | Hérault (Montpellier, 2e)                                 |
| Émile Vernhes                               | NI / Extrême-gauche                     | Hérault (Béziers, 1re)                                    |
| Paul Devès                                  | Gauche républicaine                     | Hérault (Béziers, 2e)                                     |
| Léon Vitalis                                | NI / Centre-droit / Constitutionnel     | Hérault (Lodève)                                          |
| Joseph Fourcade                             | NI / Constitutionnel                    | Hérault (Saint-Pons)                                      |
| Théophile Roger-Marvaise                    | Gauche républicaine                     | Ille-et-Vilaine (Rennes, 1re)                             |
| Félix Martin-Feuillée                       | Union républicaine                      | Ille-et-Vilaine (Rennes, 2e)                              |
| Pierre Albert de Dalmas                     | Appel au peuple                         | Ille-et-Vilaine (Fougères)                                |
| Eugène Pinault                              | Centre gauche                           | Ille-et-Vilaine (Montfort)                                |
| René Joseph Brice                           | Centre gauche                           | Ille-et-Vilaine (Redon)                                   |
| Charles Émile La Chambre                    | NI / Constitutionnel                    | Ille-et-Vilaine (Saint-Malo, 1re)                         |
| François-Marie Le Pomellec                  | Centre gauche                           | Ille-et-Vilaine (Saint-Malo, 2e)                          |
| Olivier Le Gonidec de Traissan              | Légitimiste                             | Ille-et-Vilaine (Vitré)                                   |
| Alphonse Bottard                            | Centre gauche                           | Indre (Châteauroux, 1re)                                  |
| Paul Dufour                                 | Appel au peuple                         | Indre (Châteauroux, 2e)                                   |
| Alfred Leconte                              | Union républicaine et Extrême gauche    | Indre (Issoudun)                                          |
| Clément Laurier                             | NI / Constitutionnel                    | Indre (Le Blanc)                                          |
| Etienne Vaissière de Saint-Martin-Valogne   | NI / Bonapartiste                       | Indre (La Châtre)                                         |
| Antoine-Dieudonné Belle                     | Union républicaine                      | Indre-et-Loire (Tours, 1re)                               |
| Charles Guinot                              | Centre gauche                           | Indre-et-Loire (Tours, 2e)                                |
| Léon Joubert                                | Gauche républicaine                     | Indre-et-Loire (Chinon)                                   |
| Daniel Wilson                               | Gauche républicaine                     | Indre-et-Loire (Loches)                                   |
| Ambroise Bravet                             | Centre gauche                           | Isère (Grenoble, 1re)                                     |
| Adolphe Anthoard                            | Centre gauche                           | Isère (Grenoble, 2e)                                      |
| Paul Breton                                 | Gauche républicaine                     | Isère (Grenoble, 3e)                                      |
| Ferdinand Reymond                           | Gauche républicaine                     | Isère (La Tour-du-Pin, 1re)                               |
| Joseph Marion de Faverges                   | Union républicaine                      | Isère (La Tour-du-Pin, 2e)                                |
| Louis Riondel                               | Gauche républicaine                     | Isère (Saint-Marcellin)                                   |
| Étienne Buyat                               | Union républicaine                      | Isère (Vienne, 1re)                                       |
| Jean-Baptiste Couturier                     | NI / Républicain                        | Isère (Vienne, 2e)                                        |
| Adolphe Lelièvre                            | Gauche républicaine                     | Jura (Lons-le-Saulnier)                                   |
| Jules Grévy                                 | Gauche républicaine                     | Jura (Dole)                                               |
| Étienne Lamy                                | Gauche républicaine                     | Jura (Saint-Claude)                                       |
| Wladimir Gagneur                            | Gauche républicaine                     | Jura (Poligny)                                            |
| Adhémar de Guilloutet                       | Appel au peuple                         | Landes (Mont-de-Marsan, 1re)                              |
| Victor Lefranc                              | Centre gauche                           | Landes (Mont-de-Marsan, 2e)                               |
| Alexandre de Cardenau de Borda              | Légitimiste                             | Landes (Dax, 1re)                                         |
| François-Marie-Charles Boulart              | Appel au peuple                         | Landes (Dax, 2e)                                          |
| Martin de Laborde                           | NI / Bonapartiste                       | Landes (Saint-Sever)                                      |
| Christophe Bertholon                        | NI / Extrême-gauche                     | Loire (Saint-Étienne, 1re)                                |
| Émile Crozet-Fourneyron                     | Union républicaine                      | Loire (Saint-Étienne, 2e)                                 |
| Pétrus Richarme                             | Gauche républicaine                     | Loire (Saint-Étienne, 3e)                                 |
| Jean-Baptiste Chavassieu                    | Union républicaine                      | Loire (Montbrison, 1re)                                   |
| Francisque Reymond                          | Gauche républicaine                     | Loire (Montbrison, 2e)                                    |
| Charles Cherpin                             | Centre gauche                           | Loire (Roanne, 1re)                                       |
| Étienne Brossard                            | Gauche républicaine                     | Loire (Roanne, 2e)                                        |
| Jean-François-Charles Dufay                 | Gauche républicaine                     | Loir-et-Cher (Blois, 1re)                                 |
| Pierre Tassin                               | Gauche républicaine                     | Loir-et-Cher (Blois, 2e)                                  |
| Pierre Eugène Lesguillon                    | Gauche républicaine                     | Loir-et-Cher (Romorantin)                                 |
| Edouard de Sonnier                          | Union républicaine                      | Loir-et-Cher (Vendôme)                                    |
| Anatole de Cassagnes de Beaufort de Miramon | Légitimiste                             | Haute-Loire (Le Puy, 1re)                                 |
| Ernest Vissaguet                            | Gauche républicaine                     | Haute-Loire (Le Puy, 2e)                                  |
| Julien Maigne                               | NI / Extrême-gauche                     | Haute-Loire (Brioude)                                     |
| Pierre Malartre                             | NI / Constitutionnel                    | Haute-Loire (Yssengeaux)                                  |
| Charles-Ange Laisant                        | NI / Extrême-gauche                     | Loire-Inférieure (Nantes, 1re)                            |
| Henri Le Loup de La Biliais                 | Légitimiste                             | Loire-Inférieure (Nantes, 2e)                             |
| Émile-François Gaudin                       | Appel au peuple                         | Loire-Inférieure (Nantes, 3e)                             |
| Charles Thoinnet de La Turmelière           | Appel au peuple                         | Loire-Inférieure (Ancenis)                                |
| César-Auguste Ginoux-Defermon               | Appel au peuple                         | Loire-Inférieure (Châteaubriant)                          |
| Fidèle Simon                                | Gauche républicaine                     | Loire-Inférieure (Saint-Nazaire, 1re)                     |
| Antoine Poictevin de la Rochette            | Légitimiste                             | Loire-Inférieure (Saint-Nazaire, 2e)                      |
| Charles Étienne Gustave Le Clerc de Juigné  | Légitimiste                             | Loire-Inférieure (Paimboeuf)                              |
| Paul-Alexandre Robert de Massy              | Centre gauche                           | Loiret (Orléans, 1re)                                     |
| Mesmin Florent Bernier                      | Gauche républicaine                     | Loiret (Orléans, 2e)                                      |
| Guillaume-Amédée Devade                     | Gauche républicaine                     | Loiret (Gien)                                             |
| Adolphe Cochery                             | Gauche républicaine                     | Loiret (Montargis)                                        |
| Jacques Charles Hyacinthe Brierre           | Appel au peuple                         | Loiret (Pithiviers)                                       |
| Joachim Joseph André Murat                  | Appel au peuple                         | Lot (Cahors, 2e)                                          |
| Adrien de Valon                             | Appel au peuple                         | Lot (Cahors, 2e)                                          |
| Louis Paul Arsène Theilhard                 | Centre gauche                           | Lot (Figeac)                                              |
| François Dufour                             | Appel au peuple                         | Lot (Gourdon)                                             |
| Gustave de Laffitte de Lajoannenque         | Gauche républicaine                     | Lot-et-Garonne (Agen)                                     |
| Herman Sarrette                             | Appel au peuple                         | Lot-et-Garonne (Villeneuve-sur-Lot)                       |
| Armand Fallières                            | Gauche républicaine                     | Lot-et-Garonne (Nérac)                                    |
| Léopold Faye                                | Gauche républicaine                     | Lot-et-Garonne (Marmande)                                 |
| Xavier Bourrillon                           | Gauche républicaine                     | Lozère (Mende)                                            |
| Théophile Roussel                           | Gauche républicaine                     | Lozère (Florac)                                           |
| Charles de Chambrun                         | NI / Constitutionnel                    | Lozère (Marvejols)                                        |
| Théobald de Soland                          | Légitimiste                             | Maine-et-Loire (Angers, 1re)                              |
| Alexandre Fairé                             | NI / Bonapartiste                       | Maine-et-Loire (Angers, 2e)                               |
| Albert Benoist                              | Union républicaine                      | Maine-et-Loire (Baugé)                                    |
| Armand-Urbain de Maillé de La Tour-Landry   | Légitimiste                             | Maine-et-Loire (Cholet, 1re)                              |
| Henri Louis Marie de Durfort-Civrac         | Légitimiste                             | Maine-et-Loire (Cholet, 2e)                               |
| François Eugène Berger                      | Appel au peuple                         | Maine-et-Loire (Saumur)                                   |
| Louis Eugène Janvier de La Motte            | Appel au peuple                         | Maine-et-Loire (Segré)                                    |
| Gustave Rauline                             | Appel au peuple                         | Manche (Saint-Lô)                                         |
| Hippolyte Morel                             | Centre gauche                           | Manche (Avranches, 1re)                                   |
| Émile Riotteau                              | Centre gauche                           | Manche (Avranches, 2e)                                    |
| René Clérel de Tocqueville                  | NI / Constitutionnel                    | Manche (Cherbourg)                                        |
| Arthur Legrand                              | Appel au peuple                         | Manche (Mortain)                                          |
| Jean Polydore Le Marois                     | Appel au peuple                         | Manche (Valognes)                                         |
| Charles Savary                              | Centre gauche                           | Manche (Coutances, 1re)                                   |
| Charles Gaslonde                            | NI / Bonapartiste                       | Manche (Coutances, 2e)                                    |
| Édouard Ponsard                             | NI / Constitutionnel                    | Marne (Chalons)                                           |
| Eugène Blandin                              | Union républicaine                      | Marne (Épernay)                                           |
| Désiré Médéric Le Blond                     | Gauche républicaine                     | Marne (Reims, 1re)                                        |
| Alfred Thomas                               | Gauche républicaine                     | Marne (Reims, 2e)                                         |
| Camille Margaine                            | Gauche républicaine                     | Marne (Sainte-Menehould)                                  |
| Alphonse Picart                             | Gauche républicaine                     | Marne (Vitry-le-Français)                                 |
| Alexandre Maitret                           | Centre gauche                           | Haute-Marne (Chaumont)                                    |
| Pierre Bizot de Fonteny                     | Centre gauche                           | Haute-Marne (Langres)                                     |
| Jean Danelle-Bernardin                      | Centre gauche                           | Haute-Marne (Vassy)                                       |
| Théophile Souchu-Servinière                 | Centre gauche                           | Mayenne (Laval, 1re)                                      |
| Charles Lecomte                             | Centre gauche                           | Mayenne (Laval, 2e)                                       |
| Albert Ancel                                | Orléaniste                              | Mayenne (Château-Gontier)                                 |
| Amédée Renault-Morlière                     | Gauche républicaine                     | Mayenne (Mayenne, 1re)                                    |
| Vital Bruneau                               | Gauche républicaine                     | Mayenne (Mayenne, 2e)                                     |
| Jules Duvaux                                | Gauche républicaine                     | Meurthe-et-Moselle (Nancy, 1re)                           |
| Edmond Berlet                               | Union républicaine                      | Meurthe-et-Moselle (Nancy, 2e)                            |
| Étienne de Ladoucette                       | Appel au peuple                         | Meurthe-et-Moselle (Briey)                                |
| Joseph Cosson                               | Centre gauche                           | Meurthe-et-Moselle (Lunéville)                            |
| Camille Claude                              | Gauche républicaine                     | Meurthe-et-Moselle (Toul)                                 |
| Auguste Grandpierre                         | Centre gauche                           | Meuse (Bar-le-Duc)                                        |
| Eugène Billy                                | Union républicaine ?                    | Meuse (Montmédy)                                          |
| François de Klopstein                       | NI / Bonapartiste                       | Meuse (Verdun)                                            |
| Henri Liouville                             | Union républicaine                      | Meuse (Commercy)                                          |
| François Ratier                             | Gauche républicaine                     | Morbihan (Lorient, 1re)                                   |
| Paul Joseph de Perrien                      | Légitimiste                             | Morbihan (Lorient, 2e)                                    |
| Albert de Mun                               | Légitimiste                             | Morbihan (Pontivy)                                        |
| Alain-Charles-Louis de Rohan-Chabot         | Légitimiste                             | Morbihan (Ploërmel)                                       |
| Charles Guillo du Bodan                     | Légitimiste                             | Morbihan (Vannes, 1re)                                    |
| Édouard Lorois                              | NI / Constitutionnel                    | Morbihan (Vannes, 2e)                                     |
| Cyprien Girerd                              | Gauche républicaine                     | Nièvre (Nevers, 1re)                                      |
| Jean Placide Turigny                        | NI / Extrême-gauche                     | Nièvre (Nevers, 2e)                                       |
| Philippe La Beaume de Bourgoing             | Appel au peuple                         | Nièvre (Cosne)                                            |
| Honoré-Joseph-Octave Le Peletier d'Aunay    | Appel au peuple                         | Nièvre (Clamecy)                                          |
| Jacques François Gudin                      | Gauche républicaine                     | Nièvre (Château-Chinon)                                   |
| Pierre Legrand                              | Centre gauche                           | Nord (Lille, 1re)                                         |
| -                                           |                                         | Nord (Lille, 2e)                                          |
| Jules Derégnaucourt                         | Union républicaine                      | Nord (Lille, 3e)                                          |
| Robert Eugène des Rotours                   | NI / Constitutionnel                    | Nord (Lille, 4e)                                          |
| Georges Brame                               | Appel au peuple                         | Nord (Lille, 5e)                                          |
| Jules Leurent                               | NI / Constitutionnel                    | Nord (Lille, 6e)                                          |
| Ernest Guillemin                            | Gauche républicaine                     | Nord (Avesnes, 1re)                                       |
| Émile de Marcère                            | Centre gauche                           | Nord (Avesnes, 2e)                                        |
| Charles Desmoutiers                         | Centre gauche                           | Nord (Cambrai, 1re)                                       |
| Édouard Parsy                               | Centre gauche                           | Nord (Cambrai, 2e)                                        |
| Charles Merlin                              | Gauche républicaine                     | Nord (Douai, 1re)                                         |
| Charles Mention                             | Centre gauche                           | Nord (Douai, 2e)                                          |
| Jean-Baptiste Trystram                      | Gauche républicaine                     | Nord (Dunkerque, 1re)                                     |
| Louis Joos                                  | NI / Constitutionnel                    | Nord (Dunkerque, 2e)                                      |
| Émile Massiet du Biest                      | Centre gauche                           | Nord (Hazebrouk, 1re)                                     |
| Ignace Plichon                              | NI / Constitutionnel                    | Nord (Hazebrouk, 2e)                                      |
| Louis-Désiré Legrand                        | Gauche républicaine                     | Nord (Valenciennes, 1re)                                  |
| Léon Renard                                 | Appel au peuple                         | Nord (Valenciennes, 2e)                                   |
| Antoine de Noailles                         | Appel au peuple                         | Oise (Beauvais, 1re)                                      |
| Léon Chevreau                               | Appel au peuple                         | Oise (Beauvais, 2e)                                       |
| Gustave Levavasseur                         | Centre gauche                           | Oise (Clermont)                                           |
| François-Ernest Dutilleul                   | NI / Constitutionnel                    | Oise (Compiègne)                                          |
| Louis Sébert                                | Centre gauche                           | Oise (Senlis)                                             |
| Alphonse Grollier                           | Centre gauche                           | Orne (Alençon)                                            |
| Armand de Mackau                            | Appel au peuple                         | Orne (Argentan)                                           |
| Albert Christophle                          | Centre gauche                           | Orne (Domfront, 1re)                                      |
| Jules Gévelot                               | Centre gauche                           | Orne (Domfront, 2e)                                       |
| Henri-Joseph Dugué de La Fauconnerie        | Appel au peuple                         | Orne (Mortagne, 1re)                                      |
| Marius Bianchi                              | Appel au peuple                         | Orne (Mortagne, 2e)                                       |
| Ernest Deusy                                | Gauche républicaine                     | Pas-de-Calais (Arras, 1re)                                |
| Louis Florent-Lefebvre                      | Centre gauche                           | Pas-de-Calais (Arras, 2e)                                 |
| Jules Hermary                               | NI / Constitutionnel                    | Pas-de-Calais (Béthune, 1re)                              |
| Pierre Brasme                               | Centre gauche                           | Pas-de-Calais (Béthune, 2e)                               |
| Achille Adam-Fontaine                       | NI / Constitutionnel                    | Pas-de-Calais (Boulogne, 1re)                             |
| Paul Dussaussoy-Hubert                      | Appel au peuple                         | Pas-de-Calais (Boulogne, 2e)                              |
| François Hamille                            | Appel au peuple                         | Pas-de-Calais (Montreuil)                                 |
| Louis Devaux                                | Gauche républicaine                     | Pas-de-Calais (Saint-Omer, 1re)                           |
| Charles Levert                              | Appel au peuple                         | Pas-de-Calais (Saint-Omer, 2e)                            |
| Adolphe-Charles de Partz de Pressy          | Légitimiste                             | Pas-de-Calais (Saint-Pol)                                 |
| Agénor Bardoux                              | Centre gauche                           | Puy-de-Dôme (Clermont, 1re)                               |
| Alfred Tallon                               | Gauche républicaine                     | Puy-de-Dôme (Cermont, 2e)                                 |
| Thomas Costes                               | Centre gauche                           | Puy-de-Dôme (Ambert)                                      |
| François Girot-Pouzol                       | Gauche républicaine                     | Puy-de-Dôme (Issoire)                                     |
| Eugène Rouher                               | Appel au peuple                         | Puy-de-Dôme (Riom, 1re)                                   |
| Honoré Roux                                 | Gauche républicaine                     | Puy-de-Dôme (Riom, 2e)                                    |
| Jean-Baptiste Duchasseint                   | NI / Républicain                        | Puy-de-Dôme (Thiers)                                      |
| Marcel Barthe                               | Centre gauche                           | Basses-Pyrénées (Pau, 1re)                                |
| Paul d'Ariste                               | Appel au peuple                         | Basses-Pyrénées (Pau, 2e)                                 |
| Jules Labat                                 | Appel au peuple                         | Basses-Pyrénées (Bayonne)                                 |
| Jean-Charles Harispe                        | Appel au peuple                         | Basses-Pyrénées (Mouléon)                                 |
| Charles Chesnelong                          | Légitimiste                             | Basses-Pyrénées (Orthez)                                  |
| Jacques Lacaze                              | Centre gauche                           | Basses-Pyrénées (Oloron)                                  |
| Dominique Cazeaux                           | Appel au peuple                         | Hautes-Pyrénées (Tarbes, 1re)                             |
| Jacques Darnaudat                           | NI / Constitutionnel                    | Hautes-Pyrénées (Tarbes, 2e)                              |
| Jean-Jacques Alicot                         | Gauche républicaine                     | Hautes-Pyrénées (Argelès)                                 |
| Jean-Paul Duffo                             | Centre gauche                           | Hautes-Pyrénées (Bagnères)                                |
| Lazare Escarguel                            | Union républicaine                      | Pyrénées-Orientales (Perpignan)                           |
| Paul Massot                                 | Gauche républicaine                     | Pyrénées-Orientales (Géret)                               |
| Frédéric Escanyé                            | Union républicaine                      | Pyrénées-Orientales (Prades)                              |
| Édouard Millaud                             | Union républicaine                      | Rhône (Lyon, 1re)                                         |
| Francisque Ordinaire                        | Union républicaine puis Extrême gauche  | Rhône (Lyon, 2e)                                          |
| Pierre Durand                               | NI / Extrême gauche                     | Rhône (Lyon, 3e)                                          |
| Louis Andrieux                              | Gauche républicaine                     | Rhône (Lyon, 4e)                                          |
| François Varambon                           | Union républicaine                      | Rhône (Lyon, 5e)                                          |
| Émile Guyot                                 | Union républicaine                      | Rhône (Villefranche, 1re)                                 |
| Jean-Claude Perras                          | Centre gauche                           | Rhône (Villefranche, 2e)                                  |
| Alphonse Noirot                             | Gauche républicaine                     | Haute-Saône (Vesoul)                                      |
| Claude-Marie Versigny                       | Gauche républicaine                     | Haute-Saône (Gray)                                        |
| Louis-Émile Desloye                         | NI / Constitutionnel                    | Haute-Saône (Lure, 1re)                                   |
| Albert Ricot                                | NI / Constitutionnel                    | Haute-Saône (Lure, 2e)                                    |
| Guillaume Margue                            | Union républicaine                      | Saône-et-Loire (Mâcon, 1re)                               |
| Pierre Henri de Lacretelle                  | Union républicaine                      | Saône-et-Loire (Mâcon, 2e)                                |
| François Gilliot                            | Gauche républicaine                     | Saône-et-Loire (Autun, 1re)                               |
| Ferdinand Mathieu                           | NI / Constitutionnel                    | Saône-et-Loire (Autun, 2e)                                |
| Charles Boysset                             | Union républicaine                      | Saône-et-Loire (Châlons, 1re)                             |
| Antoine Daron                               | Union républicaine                      | Saône-et-Loire (Châlons, 2e)                              |
| Jean-Baptiste Bouthier de Rochefort         | Centre gauche                           | Saône-et-Loire (Charolles, 1re)                           |
| Ferdinand Sarrien                           | Gauche républicaine                     | Saône-et-Loire (Charolles, 2e)                            |
| Jules Logerotte                             | Gauche républicaine                     | Saône-et-Loire (Louhans)                                  |
| Anselme Rubillard                           | Gauche républicaine                     | Sarthe (Le Mans, 1re)                                     |
| Alphonse-Alfred Haentjens                   | Appel au peuple                         | Sarthe (Le Mans, 2e)                                      |
| Auguste Galpin                              | Centre gauche                           | Sarthe (La Flèche)                                        |
| Sosthène II de La Rochefoucauld             | Légitimiste                             | Sarthe (Mamers, 1re)                                      |
| Fernand de Perrochel                        | Légitimiste                             | Sarthe (Mamers, 2e)                                       |
| Pierre Le Monnier                           | Union républicaine                      | Sarthe (Saint-Calais)                                     |
| Nicolas Parent                              | Union républicaine                      | Savoie (Chambery, 1re)                                    |
| François Bel                                | Gauche républicaine                     | Savoie (Chambéry, 2e)                                     |
| Pierre Blanc                                | Union républicaine                      | Savoie (Albertville)                                      |
| Daniel Mayet                                | Gauche républicaine                     | Savoie (Moutiers)                                         |
| Jules-François Horteur                      | Centre gauche                           | Savoie (Saint-Jean-de-Maurienne)                          |
| Jules Philippe                              | Gauche républicaine                     | Haute-Savoie (Annecy)                                     |
| Albert Ducroz                               | Union républicaine                      | Haute-Savoie (Bonneville)                                 |
| Clément Silva                               | Gauche républicaine                     | Haute-Savoie (Saint-Julien)                               |
| Octave de Boigne                            | NI / Constitutionnel                    | Haute-Savoie (Thonon)                                     |
| Pierre Tirard                               | Union républicaine                      | Seine (1er arrondissement de Paris, Louvre)               |
| Émile Brelay                                | Union républicaine                      | Seine (2e arrondissement de Paris, Bourse)                |
| Eugène Spuller                              | Union républicaine                      | Seine (3e arrondissement de Paris, Temple)                |
| Désiré Barodet                              | Union républicaine puis Extrême gauche  | Seine (4e arrondissement de Paris, Hôtel-de-Ville)        |
| Louis Blanc                                 | Union républicaine puis Extrême gauche  | Seine (5e arrondissement de Paris, Panthéon)              |
| Pierre Philippe Denfert-Rochereau           | Union républicaine                      | Seine (6e arrondissement de Paris, Luxembourg)            |
| Charles-Félix Frébault                      | Union républicaine                      | Seine (7e arrondissement de Paris, Palais-Bourbon)        |
| Louis Decazes                               | NI / Constitutionnel                    | Seine (8e arrondissement de Paris, Élysée)                |
| Adolphe Thiers                              | Centre gauche                           | Seine (9e arrondissement de Paris, Opéra)                 |
| Henri Brisson                               | Union républicaine                      | Seine (10e arrondissement de Paris, Enclos Saint-Laurent) |
| Charles Floquet                             | Union républicaine puis Extrême gauche  | Seine (11e arrondissement de Paris, Popincourt)           |
| Louis Greppo                                | Union républicaine                      | Seine (12e arrondissement de Paris, Neuilly)              |
| -                                           |                                         | Seine (13e arrondissement de Paris, Gobelins)             |
| Germain Casse                               | NI / Extrême-gauche                     | Seine (14e arrondissement de Paris, Observatoire)         |
| Eugène Farcy                                | Union républicaine                      | Seine (15e arrondissement de Paris, Vaugirard)            |
| Henri Marmottan                             | NI / Républicain                        | Seine (16e arrondissement de Paris, Passy)                |
| -                                           |                                         | Seine (17e arrondissement de Paris, Batignolles)          |
| Georges Clemenceau                          | Union républicaine puis Extrême gauche  | Seine (18e arrondissement de Paris, Buttes-Montmartre)    |
| François Allain-Targé                       | NI / Extrême-gauche                     | Seine (19e arrondissement de Paris, Buttes-Chaumont)      |
| Léon Gambetta                               | Union républicaine                      | Seine (20e arrondissement de Paris, Ménilmontant)         |
| -                                           |                                         | Seine (Saint-Denis, 1re)                                  |
| Édouard Bamberger                           | Gauche républicaine                     | Seine (Saint-Denis, 2e Neuilly)                           |
| Émile Deschanel                             | Centre gauche                           | Seine (Saint-Denis, 3e Courbevoie)                        |
| Benjamin Raspail                            | Union républicaine puis Extrême gauche  | Seine (Sceaux, 1re)                                       |
| Alfred Talandier                            | NI / Extrême-gauche                     | Seine (Sceaux, 2e Vincennes)                              |
| Louis Desseaux                              | Gauche républicaine                     | Seine-Inférieure (Rouen,1re)                              |
| Lucien Dautresme                            | Union républicaine                      | Seine-Inférieure (Rouen, 2e)                              |
| Richard Waddington                          | Centre gauche                           | Seine-Inférieure (Rouen, 2e)                              |
| David Lanel                                 | Centre gauche                           | Seine-Inférieure (Dieppe, 1re)                            |
| Armand Le Bourgeois                         | Orléaniste                              | Seine-Inférieure (Dieppe, 2e)                             |
| Jules Lecesne                               | Centre gauche                           | Seine-Inférieure (Havre, 1re)                             |
| Aimé Dubois                                 | NI / Constitutionnel                    | Seine-Inférieure (Havre, 2e)                              |
| Henri Le Vaillant du Douët                  | Légitimiste                             | Seine-Inférieure (Havre, 3e)                              |
| Jules Thiessé                               | Centre gauche                           | Seine-Inférieure (Neufchatel)                             |
| Roger-Léon Anisson-Duperron                 | NI / Constitutionnel                    | Seine-Inférieure (Yvetot, 1re)                            |
| Louis Savoye                                | Appel au peuple                         | Seine-Inférieure (Yvetot, 2e)                             |
| Horace de Choiseul-Praslin                  | Gauche républicaine                     | Seine-et-Marne (Melun)                                    |
| Victor Plessier                             | Gauche républicaine                     | Seine-et-Marne (Coulommiers)                              |
| Tristan Lambert                             | Appel au peuple                         | Seine-et-Marne (Fontainebleau)                            |
| Émile-Justin Menier                         | NI / Extrême-gauche                     | Seine-et-Marne (Meaux)                                    |
| Louis Sallard                               | Union républicaine                      | Seine-et-Marne (Provins)                                  |
| Albert Joly                                 | Union républicaine                      | Seine-et-Oise (Versailles, 1re)                           |
| Léon Journault                              | Gauche républicaine                     | Seine-et-Oise (Versailles, 2e)                            |
| Charles Rameau                              | Gauche républicaine                     | Seine-et-Oise (Versailles, 3e)                            |
| Léon Renault                                | Centre gauche                           | Seine-et-Oise (Corbeil)                                   |
| Théodore Charpentier                        | Centre gauche                           | Seine-et-Oise (Etampes)                                   |
| Gustave Lebaudy                             | Centre gauche                           | Seine-et-Oise (Mantes)                                    |
| Eugène Rendu                                | NI / Constitutionnel                    | Seine-et-Oise (Pontoise, 1re)                             |
| Amédée Jérôme Langlois                      | Gauche républicaine                     | Seine-et-Oise (Pontoise, 2e)                              |
| Émile Carrey                                | Centre gauche                           | Seine-et-Oise (Rambouillet)                               |
| Antonin Proust                              | Union républicaine                      | Deux-Sèvres (Niort, 1re)                                  |
| Armand-Isidore-Sylvain Petiet               | Appel au peuple                         | Deux-Sèvres (Niort, 2e)                                   |
| Julien de La Rochejaquelein                 | Légitimiste                             | Deux-Sèvres (Bressuire)                                   |
| Émile Aymé de La Chevrelière                | Légitimiste                             | Deux-Sèvres (Melle)                                       |
| Nelzir Allard                               | Appel au peuple                         | Deux-Sèvres (Parthenay)                                   |
| Jules Barni                                 | Union républicaine                      | Somme (Amiens, 1re)                                       |
| Charles Langlois de Septenville             | Appel au peuple                         | Somme (Amiens, 2e)                                        |
| Henri Labitte                               | Centre gauche                           | Somme (Abbeville, 1re)                                    |
| Gaston de Douville-Maillefeu                | NI / Extrême-gauche                     | Somme (Abbeville, 2e)                                     |
| Marie Alexandre Raoul Blin de Bourdon       | NI / Constitutionnel                    | Somme (Doullens)                                          |
| Gustave-Louis Jametel                       | Union républicaine                      | Somme (Montdidier)                                        |
| Charles Mollien                             | Gauche républicaine                     | Somme (Péronne, 1re)                                      |
| Victor Magniez                              | Centre gauche                           | Somme (Péronne, 2e)                                       |
| Louis Cavalié                               | Union républicaine                      | Tarn (Albi)                                               |
| Jean-Louis Combes-Gary                      | NI / Constitutionnel                    | Tarn (Castres, 1re)                                       |
| René Reille                                 | Appel au peuple                         | Tarn (Castres, 2e)                                        |
| Bernard Lavergne                            | Gauche républicaine                     | Tarn (Gaillac)                                            |
| Bernard Marty                               | NI / Républicain                        | Tarn (Lavaur)                                             |
| Adrien Joseph Prax-Paris                    | Appel au peuple                         | Tarn-et-Garonne (Montauban, 1re)                          |
| -                                           | -                                       | Tarn-et-Garonne (Montauban, 2e)                           |
| Joseph Lasserre                             | Centre gauche                           | Tarn-et-Garonne (Castelsarrazin)                          |
| Pierre Chabrié                              | NI / Républicain                        | Tarn-et-Garonne (Moissac)                                 |
| Paul Cotte                                  | Union républicaine                      | Var (Draguignan)                                          |
| Amaury Dréo                                 | Union républicaine                      | Var (Brignolles)                                          |
| Augustin Daumas                             | Union républicaine puis Extrême gauche  | Var (Toulon, 1re)                                         |
| Vincent Allègre                             | Union républicaine                      | Var (Toulon, 2e)                                          |
| Jean du Demaine                             | Légitimiste                             | Vaucluse (Avignon)                                        |
| Alfred Naquet                               | Extrême gauche                          | Vaucluse (Apt)                                            |
| Louis Cyprien Poujade                       | Gauche républicaine                     | Vaucluse (Carpentras)                                     |
| Alphonse Gent                               | Union républicaine                      | Vaucluse (Orange)                                         |
| Charles Jenty                               | Centre gauche                           | Vendée (La Roche-sur-Yon, 1re)                            |
| Paul-Antoine Bourgeois                      | NI / Constitutionnel                    | Vendée (La Roche-sur-Yon, 2e)                             |
| Édouard Morisson de La Bassetière           | Légitimiste                             | Vendée (Sables-d'Olonne, 1re)                             |
| Léon-Armand de Baudry d'Asson               | Légitimiste                             | Vendée (Sables-d'Olonne, 2e)                              |
| Léon Bienvenu                               | Gauche républicaine                     | Vendée (Fontenay, 1re)                                    |
| Émile Beaussire                             | Centre gauche                           | Vendée (Fontenay, 2e)                                     |
| Henri Salomon                               | Centre gauche                           | Vienne (Poitiers, 1re)                                    |
| Ernest Cesbron                              | Appel au peuple                         | Vienne (Poitiers, 2e)                                     |
| Alfred Hérault                              | Centre gauche                           | Vienne (Châtellerault)                                    |
| Gusman Serph                                | NI / Bonapartiste                       | Vienne (Civray)                                           |
| Jean-Marie Georges Girard de Soubeyran      | NI / Bonapartiste                       | Vienne (Loudun)                                           |
| Louis-Evariste Robert de Beauchamp          | NI / Bonapartiste                       | Vienne (Montmorillon)                                     |
| Georges Périn                               | NI / Extrême-gauche                     | Haute-Vienne (Limoges, 1re)                               |
| Jean-Baptiste Ninard                        | Gauche républicaine                     | Haute-Vienne (Limoges, 2e)                                |
| Théodore Lavignère                          | Centre gauche                           | Haute-Vienne (Bellac)                                     |
| Louis Codet                                 | Gauche républicaine                     | Haute-Vienne (Rochechouart)                               |
| Antoine Baury                               | Gauche républicaine                     | Haute-Vienne (Saint-Yvrieix)                              |
| Eugène Jeanmaire                            | Gauche républicaine                     | Vosges (Épinal)                                           |
| Édouard Bresson                             | Centre gauche                           | Vosges (Mirecourt)                                        |
| Paul Frogier de Ponlevoy                    | Gauche républicaine                     | Vosges (Neufchâteau)                                      |
| Jules Méline                                | Gauche républicaine                     | Vosges (Remiremont)                                       |
| Jules Ferry                                 | Gauche républicaine                     | Vosges (Saint-Dié)                                        |
| Charles Lepère                              | Gauche républicaine                     | Yonne (Auxerre, 1re)                                      |
| Paul Bert                                   | Union républicaine                      | Yonne (Auxerre, 2e)                                       |
| Étienne Henri Garnier                       | Appel au peuple                         | Yonne (Avallon)                                           |
| Alexandre Dethou                            | Gauche républicaine                     | Yonne (Joigny)                                            |
| Victor Guichard                             | Gauche républicaine                     | Yonne (Sens)                                              |
| Auguste Martenot                            | NI / Bonapartiste                       | Yonne (Tonnerre)                                          |
| François Césaire de Mahy                    | Gauche républicaine                     | La Réunion                                                |
| Théodore Lacascade                          | Union républicaine                      | Guadeloupe                                                |
| François Marc Godissart                     | Gauche républicaine                     | Martinique                                                |
| Jules Godin                                 | Centre gauche                           | Inde française                                            |

## Élections partielles
| Nom                                      | Groupe / tendance                        | Date d'élection                          | Circonscription                                  | Raison                                                     |
| ---------------------------------------- | ---------------------------------------- | ---------------------------------------- | ------------------------------------------------ | ---------------------------------------------------------- |
| Napoléon-Jérôme Bonaparte                | NI / Républicain                         | 14 mai 1876                              | Corse (Ajaccio)                                  | Multiple élections (Eugène Rouher)                         |
| François Xavier Joseph de Casabianca     | Appel au peuple                          | 14 mai 1876                              | Corse (Bastia)                                   | Multiple élections (Eugène Rouher)                         |
| Gustave Masure                           | Union républicaine                       | 16 avril 1876                            | Nord (Lille, 2e)                                 | Multiple élections (Léon Gambetta)                         |
| Camille Sée                              | Gauche républicaine                      | 23 avril 1876                            | Seine (Saint-Denis, 1re)                         | Multiple élections (Louis Blanc)                           |
| Pascal Duprat                            | Gauche républicaine                      | 30 avril 1876                            | Seine (17e arrondissement de Paris, Batignolles) | Multiple élections (Édouard Lockroy)                       |
| François Cantagrel                       | Extrême gauche                           | 23 avril 1876                            | Seine (13e arrondissement de Paris, Gobelins)    | Multiple élections (Louis Blanc)                           |
| Léon Pagès                               | Centre gauche                            | 23 avril 1876                            | Tarn-et-Garonne (Montauban, 2e)                  | Multiple élections (Adrien Joseph Prax-Paris)              |
| Xavier Bouquet                           | Extrême gauche                           | 16 avril 1876                            | Bouches-du-Rhône (Marseille, 1re)                | Multiple élections (Léon Gambetta)                         |
| Alexandre-Étienne Simiot                 | Extrême gauche                           | 30 avril 1876                            | Gironde (Bordeaux, 1re)                          | Multiple élections (Léon Gambetta)                         |
| Eugène Rollet                            | Extrême gauche                           | 30 avril 1876                            | Cher (Saint-Armand, 2e)                          | Multiple élections (Philippe Devoucoux)                    |
| Barthélémy Ferrary                       | NI / Républicain                         | 1er octobre 1876                         | Hautes-Alpes (Embrun)                            | Décès (Ernest Cézanne)                                     |
| Joseph Petitbien                         | Gauche républicaine                      | 1er octobre 1876                         | Meurthe-et-Moselle (Toul)                        | Décès (Camille Claude)                                     |
| Achille Scrépel                          | Gauche républicaine                      | 16 juillet 1876                          | Nord (Lille, 3e)                                 | Décès (Jules Derégnaucourt)                                |
| Pierre-Joseph Bertrand-Milcent           | Gauche républicaine                      | 1er octobre 1876                         | Nord (Cambrai, 2e)                               | Décès (Édouard Parsy)                                      |
| Franck Chauveau                          | Centre gauche                            | 1er octobre 1876                         | Oise (Senlis)                                    | Décès (Louis Sébert)                                       |
| Isidore Christophle                      | Gauche républicaine                      | 19 novembre 1876                         | Drôme (Valence, 2e)                              | Décès (Eugène Servan)                                      |
| Non remplacé (dissolution de la Chambre) | Non remplacé (dissolution de la Chambre) | Non remplacé (dissolution de la Chambre) | Allier (Gannat)                                  | Décès (Alfred Adrian)                                      |
| Non remplacé (dissolution de la Chambre) | Non remplacé (dissolution de la Chambre) | Non remplacé (dissolution de la Chambre) | Pas-de-Calais (Béthune, 2e)                      | Décès (Pierre Brasme)                                      |
| Non remplacé (dissolution de la Chambre) | Non remplacé (dissolution de la Chambre) | Non remplacé (dissolution de la Chambre) | Cher (Sancerre)                                  | Décès (Ernest Duvergier de Hauranne)                       |
| Gaston Thomson                           | Union républicaine                       | 22 avril 1877                            | Algérie (Constantine)                            | Décès (Alexis Lambert)                                     |
| Eugène Durand                            | Gauche républicaine                      | 6 mai 1877                               | Ille-et-Vilaine (Saint-Malo, 2e)                 | Décès (François-Marie Le Pomellec)                         |
| Louis Mie                                | Extrême gauche                           | 8 avril 1877                             | Gironde (Bordeaux, 2e)                           | Décès (Pierre Sansas)                                      |
| Frédéric Mestreau                        | Gauche républicaine                      | 12 novembre 1876                         | Charente-Inférieure (Marennes)                   | Passage au Sénat (Jules Dufaure)                           |
| Julien de La Rochejaquelein              | Légitimiste                              | 21 mai 1876                              | Deux-Sèvres (Bressuire)                          | Invalidation (Julien de La Rochejaquelein)                 |
| Gustave Cuneo d'Ornano                   | Appel au peuple                          | 21 mai 1876                              | Charente (Cognac)                                | Invalidation (Gustave Cuneo d'Ornano)                      |
| Charles-Marie-Michel de Goyon            | Appel au peuple                          | 21 mai 1876                              | Côtes-du-Nord (Guingamp, 2e)                     | Invalidation (Charles-Marie-Michel de Goyon)               |
| Ernest Louis Carré-Kérisouet             | Centre gauche                            | 21 mai 1876                              | Côtes-du-Nord (Loudéac)                          | Invalidation (Jean-Baptiste Veillet-Dufrêche)              |
| Jules-Victor Peyrusse                    | Appel au peuple                          | 21 mai 1876                              | Gers (Auch)                                      | Invalidation (Jules-Victor Peyrusse)                       |
| Gustave Loustalot                        | Gauche républicaine                      | 21 mai 1876                              | Landes (Dax, 1re)                                | Invalidation (Alexandre de Cardenau de Borda)              |
| Pierre Malartre                          | NI / Constitutionnel                     | 21 mai 1876                              | Haute-Loire (Yssengeaux)                         | Invalidation (Pierre Malartre)                             |
| Antoine-Léonce Guyot-Montpayroux         | Centre gauche                            | 21 mai 1876                              | Haute-Loire (Le Puy, 1re)                        | Invalidation (Anatole de Cassagnes de Beaufort de Miramon) |
| Alexis Maillé                            | Gauche républicaine                      | 21 mai 1876                              | Maine-et-Loire (Angers, 2e)                      | Invalidation (Alexandre Fairé)                             |
| Louis Vignancour                         | Gauche républicaine                      | 21 mai 1876                              | Basses-Pyrénées (Orthez)                         | Invalidation (Charles Chesnelong)                          |
| Alphonse-Alfred Haentjens                | Appel au peuple                          | 21 mai 1876                              | Sarthe (Le Mans, 2e)                             | Invalidation (Alphonse-Alfred Haentjens)                   |
| André Folliet                            | Gauche républicaine                      | 21 mai 1876                              | Haute-Savoie (Thonon)                            | Invalidation (Octave de Boigne)                            |
| Henri Giraud                             | Centre gauche                            | 21 mai 1876                              | Deux-Sèvres (Melle)                              | Invalidation (Émile Aymé de La Chevrelière)                |
| Jean-François Huon                       | Gauche républicaine                      | 27 août 1876                             | Côtes-du-Nord (Guingamp, 1re)                    | Invalidation (Charles-Marie de Faucigny-Lucinge)           |
| Albert de Mun                            | Légitimiste                              | 27 août 1876                             | Morbihan (Pontivy)                               | Invalidation (Albert de Mun)                               |
| Jules-Victor Peyrusse                    | Appel au peuple                          | 1er octobre 1876                         | Gers (Auch)                                      | Invalidation (Jules-Victor Peyrusse)                       |
| Charles Tron                             | Appel au peuple                          | 1er octobre 1876                         | Haute-Garonne (Saint-Gaudiens, 2e)               | Invalidation (Charles Tron)                                |
| Denis Gavini                             | Appel au peuple                          | 14 mai 1876                              | Corse (Corte)                                    | Invalidation (Denis Gavini)                                |
| Jean-Baptiste Saint-Martin               | NI / Extrême-gauche                      | 1er février 1877                         | Vaucluse (Avignon)                               | Invalidation (Jean du Demaine)                             |

## Résumé
| Groupes                  |     |
| ------------------------ | --- |
| Union républicaine       | 91  |
| Gauche républicaine      | 138 |
| Centre gauche            | 98  |
| Constitutionnel          | 45  |
| Légitimiste              | 31  |
| Bonapartiste indépendant | 12  |
| Appel au peuple          | 83  |
| Non inscrit / Incertain  | 25  |
| Total :                  | 523 |

| Groupes et tendances     |     |
| ------------------------ | --- |
| NI / Extrême gauche      | 18  |
| Union républicaine       | 88  |
| Gauche républicaine      | 138 |
| NI / républicain         | 8   |
| Centre gauche            | 98  |
| Constitutionnel          | 42  |
| Orléaniste               | 4   |
| Légitimiste              | 31  |
| Bonapartiste indépendant | 11  |
| Appel au peuple          | 83  |
| NI                       | 2   |
| Total :                  | 523 |

| Groupes             |     |
| ------------------- | --- |
| Extrême gauche      | 35  |
| Union républicaine  | 79  |
| Gauche républicaine | 143 |
| Centre gauche       | 97  |
| Constitutionnel     | 40  |
| Orléaniste          | 4   |
| Légitimiste         | 27  |
| Appel au peuple     | 85  |
| Non inscrit         | 19  |
| Vacant              | 3   |
| Total :             | 533 |

| Groupes et tendances                |     |                 |     |
| ----------------------------------- | --- | --------------- | --- |
| Extrême gauche                      | 35  | Républicains :  | 364 |
| Union républicaine                  | 79  | Républicains :  | 364 |
| Gauche républicaine                 | 143 | Républicains :  | 364 |
| NI / républicain                    | 9   | Républicains :  | 364 |
| Centre gauche                       | 97  | Républicains :  | 364 |
| NI / centre-droit - constitutionnel | 40  | Conservateurs : | 166 |
| Orléaniste                          | 4   | Conservateurs : | 166 |
| Légitimiste                         | 27  | Conservateurs : | 166 |
| Bonapartiste                        | 10  | Conservateurs : | 166 |
| Appel au peuple                     | 85  | Conservateurs : | 166 |
| Vacant                              | 3   | 3               | 3   |
| Total :                             | 533 | 533             | 533 |

## Note
1. ↑  Se présente comme Constitutionnel, refuse le terme de bonapartiste, mais finit dans le groupe Appel au peuple.
2. ↑  Il siège finalement à droite avec des idées bonapartistes.

## Sources
- Liste des députés de la Ire législature sur la base Sycomore de l'Assemblée Nationale

1. ↑  « Le Petit journal », sur Gallica, 23 février 1876 (consulté le 16 février 2020)
2. ↑  « Le Constitutionnel : journal du commerce, politique et littéraire », sur Gallica, 23 février 1876 (consulté le 17 février 2020)
3. ↑  « Le Temps », sur Gallica, 7 mars 1876 (consulté le 19 février 2020)
4. ↑  « Le Petit journal », sur Gallica, 6 mars 1876 (consulté le 19 février 2020)
5. ↑  « Le Soir », sur Retronews, 12 mars 1876 (consulté le 8 septembre 2023)